# اوژکاسا
اوژکاسا (به اسپانیایی: Ojeccasa) یک کوه در پرو است که در Peru, Arequipa Region, Castilla Province واقع شده‌است. اوژکاسا ۵٬۰۸۱ متر بالاتر از سطح دریا واقع شده‌است.